# 習志野
習志野（ならしの）は、千葉県北西部にある地名。下総台地の一画を占め、船橋市、八千代市、習志野市に跨っている。習志野市の市名由来となったが、元々の習志野は二宮町（現在の船橋市東部）に位置し、そこから意味する領域が拡大されていった広域地名である（「習志野」の名称を持つ主な施設も参照）。一般には「習志野」が、習志野市周辺を示す地名であると混同されてしまうことが多い。

大正時代の習志野平原の様子

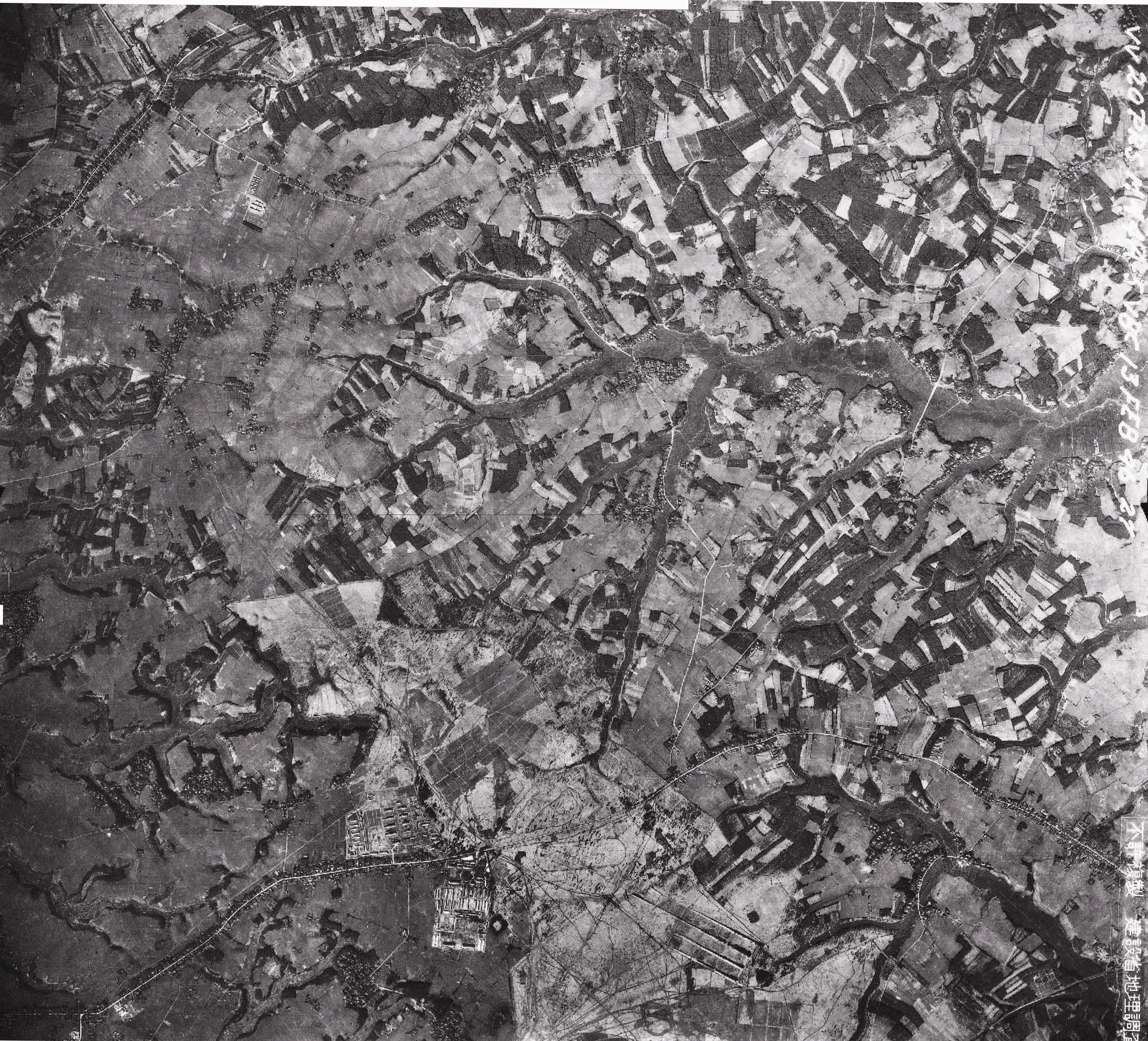
下に見える湾曲した道は佐倉街道。東部軍管区教育隊（街道の上部）と陸軍騎兵学校（街道の下部）。その隣接地が習志野演習場。

## 由来
1873年（明治6年）4月29日に大和田原（陸上自衛隊習志野演習場近辺から成田街道を挟み、高根台周辺までの地域。現在でいう船橋市域）で陸軍大将・西郷隆盛の指揮の下に行われた近衛兵の大演習を観閲した明治天皇が「習志野ノ原」への改名を求め、同年5月17日太政官達によって習志野原となった。その事を記念して同地に「明治天皇駐蹕之処の碑」という紀念碑が建てられている。その後、周辺にある軍郷を総称した広い地域が習志野と呼ばれるようになった。
「習志野原」の命名について、大演習での陸軍少将・篠原国幹の目覚しい指揮に感銘した天皇の「篠原に習え」という言葉が元になった（習篠原→習志野原）という説があり、『習志野市史・第1巻』（1995年）や船橋市郷土資料館（所在地：現・船橋市薬円台、旧・二宮町薬園台）などでもこれを「逸話」として紹介している。
この時「習志野原」で演習を行った近衛兵が核となり、後に大日本帝国陸軍が組織された。
現在では、習志野市（旧・津田沼町）という市町村に名称が取り入れられ大地名として残されている。また、同市が成立する折に、この「習志野」という地名の起源となった地域が所属していた二宮町（現在の船橋市東部地域）や広義の「軍郷・習志野」である幕張町（現在の千葉市西部地域）などを大きく取り込んだ大習志野市構想という計画も持ち上がったが、太平洋戦争中に起きた二宮町空襲による国の補償金配分を巡る津田沼町役場と二宮町役場の対立（但し同じ二宮町でも三山村だけは、最後まで津田沼町との合併を望んでいた）などの諸事情により、二宮町は船橋市と合併し、幕張町の大部分は千葉市に編入されてしまい実現しなかった。この船橋市と二宮町との合併により、「習志野」の地名が船橋市に属することとなった。なお、元来の習志野原（旧・習志野演習場）の地域内に含まれない旧津田沼町（現・習志野市）が市制施行時に市名に取り入れた結果、「習志野」という自治体が津田沼地域に成立することとなった。習志野市には、旧・幕張町（一部は旧・大和田町）に属していた愛宕・安生津から編成された「東習志野」の地名がある。

## 明治天皇と習志野行幸
『明治天皇紀』および『明治天皇御遺跡』によると明治天皇は、1873年（明治6年）・1874年（明治7年）・1877年（明治10年）・1878年（明治11年）・1880年（明治13年）・1881年（明治14年）・1900年（明治33年）・1912年（明治45年）の各年に1度、1875年（明治8年）・1876年（明治9年）・1882年（明治15年）の各年に2度の計14回、習志野原に行幸をしたという公式記録が残っている。
このうち1875年（明治8年）の順路は以下のようになっていた（『明治天皇御遺跡』による）。

## 習志野原（陸軍習志野演習場）

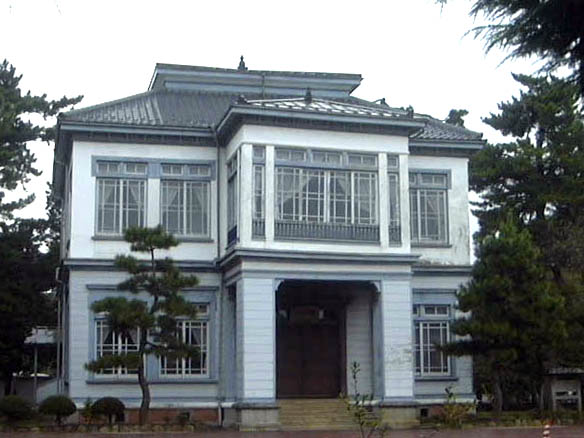
空挺館（騎兵連隊御馬見所として建てられた迎賓館用途の建物）

江戸時代には、小金牧（馬の放牧場など）の一部で、小金原、小金ヶ原（こがねがはら）とか大和田ヶ原（おおわだがはら）などと呼ばれていた。演習場の総面積は、約11.55平方キロメートルで、真っ平らな高台が広がっていたため、一望千里習志野平原（いちぼうせんりならしのへいげん）とも呼ばれた。実際、富士山や筑波山などが地平線によく見えたという。演習場には騎兵連隊や陸軍騎兵学校が隣接し、現在の京成大久保駅周辺や習志野原の入口が近かった薬円台3・4丁目付近は活気があったといわれている。
習志野原が全国に一般によく知られるようになったのは、日露戦争での秋山支隊の活躍によるものだといわれている。なお、全国の連隊では必ず一度は習志野原で演習が実施されていたため、北海道でも老人に習志野という地名を出すと津田沼駅から演習場までの行軍話や野営話などを語る人もいた。
当時の習志野原（陸軍習志野演習場）には入口周辺以外には柵はなく、演習の時 以外は一般人も自由に入る事ができ、阪妻映画などの撮影 や学校の各種実習（測量演習など）など年間を通じて民間の利用が可能だった。また、演習場では、騎兵連隊の軍旗祭や騎兵学校の馬術大会が開かれ、皇族・軍人・学生（※身分や学は特に問われず、馬術の技術交流が行われた）を始めとする馬術倶楽部や、乗馬愛好家が集まる乗馬のメッカとしても栄えた（習志野原御猟場も参照）。
年に一度、陸軍騎兵学校で開かれていた乗馬大会は、皇族（特に三笠宮崇仁親王は熱心で学習院時代から毎年参加していたとされる）をはじめ、外国の大使館付武官、将校、御用商人、一般の人も見る事ができたため、東京などから多くの見物客が集まったといわれている。
習志野原（陸軍習志野演習場）が輩出した名騎手の1人としてロサンゼルス五輪の乗馬で金メダルを獲得した西竹一（愛称：バロン西）の名前がよく知られ、現在でも薬円台4丁目に西が下宿していた将校下宿が残されている。
この陸軍習志野演習場は、日本軍が最初に制定した本格的な練兵場（演習場）であり、ここで訓練した兵士たちが基盤となって全国に広がって日本軍を形成し、日本が帝国主義時代を乗り越える原動力となった。

## 陸軍と習志野

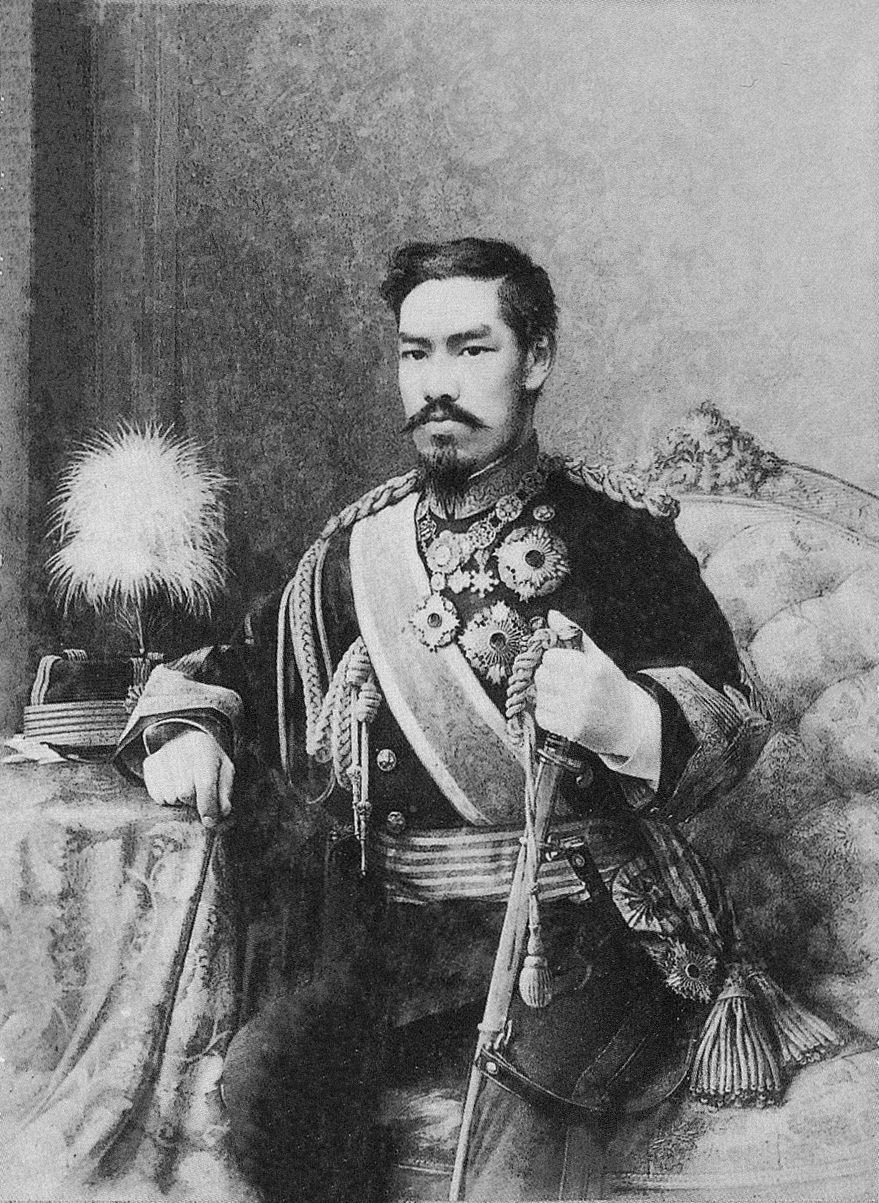
明治天皇

習志野を含む下総台地（北総台地。下総国南東部地域。現在の行政区分では、おおよそ千葉県北西部の、船橋市、鎌ケ谷市、松戸市、柏市、白井市と周辺地域にあたる）は、広大な平坦地ではあるが生活用水となりうる水源の乏しかった為、集落形成には適さず、近代まで開発は進まなかった。しかし、下総台地は馬牧（馬の放牧）に適した平原であり、古くから軍馬の産地として有名であり、源頼朝に献上された生食に代表される名馬たちが育まれた （下総牧。cf. 諸国牧#牧と所在地の下総国）。
江戸時代になると幕府によって幕府直轄の牧場が設置されるようになり、小金牧の一部（下野牧）とされた。
明治維新の後、牧は東京近郊にあることから陸軍の演習場として度々使用されるようになり、明治天皇が「習志野」と命名することとなった近衛兵大演習もその1つである。1874年（明治7年）に陸軍演習場として一帯の官有地が受領された。この時には北端が高根木戸と古和釜木戸を結ぶ古和釜道の南側から、成田街道の両側、南端が境谷（現船橋市と八千代市の境付近）までであった（全て千葉郡二宮村）。一番営から七番営まで兵営が置かれた。その後1900年（明治33年）、1905年（明治38年）と買収により拡大が進み、演習場は千葉郡二宮村（現在の船橋市）、大和田町（現在の八千代市）、幕張町（うち現在の習志野市東習志野の区域）にまたがることとなった。
1899年（明治32年）、騎兵第一・第二旅団が千葉郡津田沼村大久保に設置され（1901年（明治34年）末に編成完了）、日露戦争での騎兵の活躍を通じて「習志野」の名は広く知られるようになった。1910年（明治43年）に東京上目黒にあった騎兵実施学校は、1916年（大正5年）に二宮村の習志野練兵場敷地内に移転された（翌1917年（大正6年）より陸軍騎兵学校）。その時に目黒の陸軍騎兵実施学校内から移築された騎兵連隊御馬見所（現空挺館）が陸上自衛隊習志野駐屯地内（千葉県船橋市薬円台3-20-1）にある。
1901年（明治34年）、津田沼村大久保に陸軍習志野衛戍病院が設置される（ただし敷地の大部分は二宮村三山に属する）。
1905年（明治38年）に拡大された演習場区域のうち幕張町実籾（現在の習志野市東習志野）地区には、糧秣倉庫（糧秣本廠習志野秣倉庫）や高津廠舎が置かれ、ロシア人俘虜収容所とされた。第一次世界大戦の際にも東新廠舎にドイツ人捕虜を収容した（習志野俘虜収容所）。
1907年（明治40年）、津田沼町に鉄道連隊（聯隊）が転営する。
1908年（明治41年）、千葉町に鉄道連隊（聯隊）が転営する、同第三大隊が津田沼に置かれた（1918年（大正7年）に第三大隊が鉄道第2連隊に昇格）。津田沼から習志野の演習場を経て連隊本部（のち鉄道第一連隊）のある千葉とを結ぶ軍用軽便鉄道が敷設され、後には松戸との間にも敷設されている。現在の京成松戸線の前身である。
こうして「習志野」は千葉郡北部の二宮村（1928年（昭和3年）に町制施行して二宮町）、津田沼町（1903年（明治36年）町制施行）、大和田町、幕張町にまたがって分布する陸軍諸施設とともに一帯の地名として理解されるようになった。
第一次世界大戦後、近代戦への変革の中で騎兵とともに知られた習志野も変化を迎えた。1936年（昭和11年）、大久保の騎兵旅団敷地内に戦車第二連隊（聯隊）が置かれ、騎兵部隊の機甲化（戦車部隊化）の始まりを象徴した。千葉市黒砂に開設された陸軍戦車学校が当初は習志野（二宮町）に置かれたとする資料もある。騎兵旅団敷地には1931年（昭和6年）には陸軍習志野学校も開設され、毒ガスをはじめとする化学兵器についての研究・教育が行われ、実験は群馬県や満州で実施されていたといわれている。近年では日本全国の日本陸軍軍用跡地で旧帝国陸軍地毒ガス埋設問題が浮上し、関連施設の安全性調査を実施している（別項陸軍習志野学校、習志野演習場を参照）。

## 習志野原の自然環境
現在の習志野原は住宅都市として宅地化されているが、元々の習志野原は草原地帯と樹林地帯、谷津地帯の3つの自然環境が存在した。そこではヘビイチゴ、ノイチゴ、アケビ、スミレ、ヨモギ、ワラビなど季節ごとに様々な植物が見られ、実り豊かな環境が広がっていた。現在でも、その生態系は習志野演習場内に残されており、かつての名残を見ることができる。

## 戦後の習志野

### 陸軍施設の転用

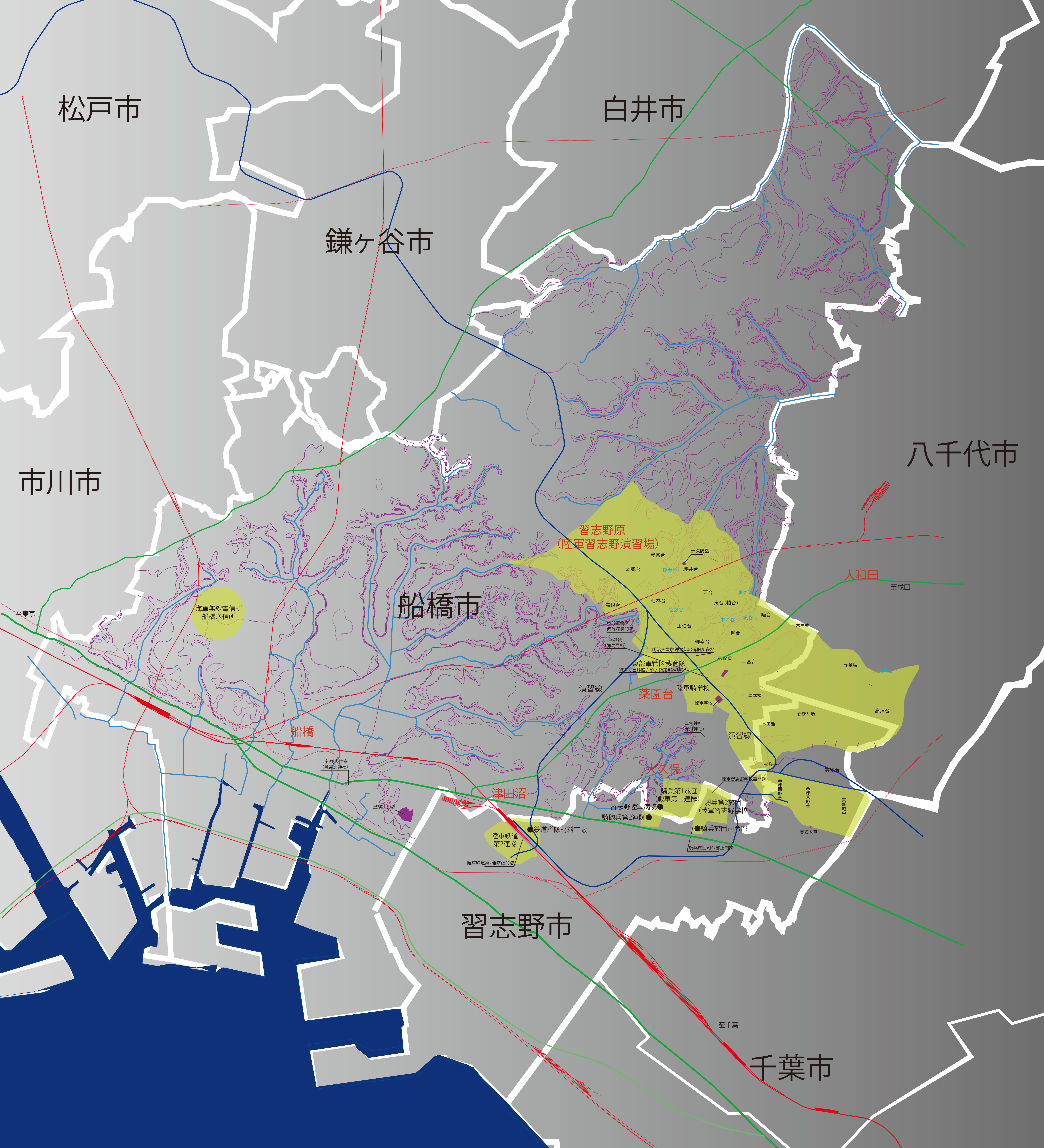
習志野原周辺の旧軍施設

1945年（昭和20年）の敗戦後、一部の陸軍施設は米軍によって接収され、その後陸上自衛隊が使用しているものもあるが、演習場の敷地の大部分は習志野開拓と呼ばれ、外地からの引揚者などの手による開墾地（北習志野・南習志野開拓農協）となったり、学校等の敷地に転用された（「平林巌と習志野原の開拓」を参考）。
昭和20年代・開拓時代の習志野原
- 第一地区・愛宕（旧・高津廠舎を中心とした一帯）
- 第二地区・安生津（現・習志野市東習志野7丁目を中心にした一帯）
- 第三地区・習志野（現・船橋市習志野5丁目、習志野市東習志野1、6丁目付近）
- 第四地区・実家台（現・船橋市習志野1、2、4丁目付近）
- 第五地区（再度接収され現・自衛隊習志野演習場。現・八千代市高津付近）
- 第六地区（再度接収され現・自衛隊習志野演習場。現・船橋市習志野3丁目付近）
- 第七地区・七つ台（現・船橋市習志野台7丁目付近）
- 第八地区・御幸（現・船橋市習志野台3、4丁目を中心とした一帯）
- 第九地区・高郷（現・船橋市習志野台1丁目を中心とした一帯）

1960年代以降、日本住宅公団（現・都市再生機構）などによる大規模住宅団地（習志野台団地など）が相次いで造成され、残った農地の多くも宅地化・工業地域化（東習志野工業団地）されて市街地と化している。
主な施設の現状を以下に示す。
- 騎兵第1旅団→戦車第二連隊（船橋市三山、習志野市泉町）：日本大学生産工学部、東邦大学
- 騎兵第2旅団→陸軍習志野学校（習志野市泉町）：千葉工業大学大久保寮→東邦大学付属東邦中学校・高等学校、千葉大学腐敗研究所→住宅・団地など
- 陸軍騎兵学校（船橋市薬円台）：在日米軍キャンプパーマー→警察予備隊→保安隊→陸上自衛隊習志野駐屯地
- 東部軍管区教育隊（船橋市薬円台）：県立船橋高校習志野分校・二宮町立二宮中学校など→船橋市郷土資料館・県立薬園台高等学校・船橋市立薬円台小学校・薬円台公園・宅地など
- 習志野陸軍病院（船橋市三山、習志野市泉町）：国立習志野病院→千葉県済生会習志野病院
- 騎砲兵第2連隊（習志野市藤崎5丁目）：順天堂大学→マンション・一般住宅地など

### 習志野市の成立
「広義の幕張」、および「千葉郡」のうち「幕張町」の項目も参照。

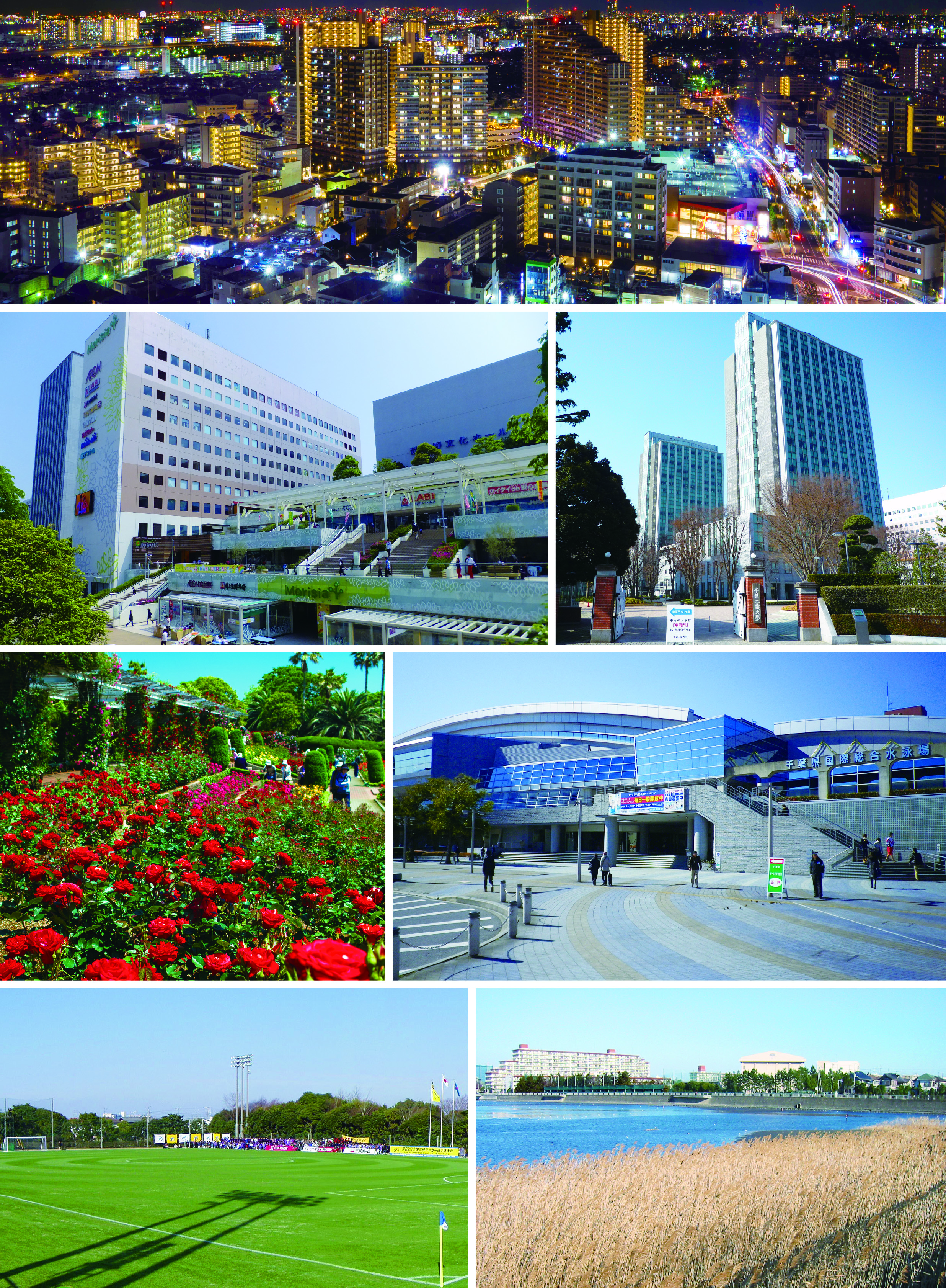
習志野市の成立

昭和の大合併の直前、習志野周辺は千葉郡の津田沼町、二宮町、大和田町、幕張町の各町に所属していた。当初、津田沼町と二宮町との間で合併の合意が成立したが、間もなく二宮町は船橋市との合併に傾き、1953年（昭和28年）8月1日に船橋市へ編入された。
その後の千葉郡北西部では津田沼町と幕張町の合併が軸となり、これに犢橋（こてはし）村を加えた3町村で合併協議会が発足し、1953年（昭和28年）12月17日の協議会で合併後の新市名を習志野市とすることが決定された。しかし犢橋村では千葉市との合併を望む意見が住民に強く、1954年（昭和29年）1月末、同村は合併を断念した、1954年（昭和29年）7月1日に千葉市に編入された。
一旦津田沼町との合併を受け入れた幕張町でも時間が経過するにしたがって千葉市との合併を望む意見が強まり、5月13日の町議会で千葉市との合併を議決した。これに対して津田沼町との合併を望む意見の強い北部と千葉市との合併を望む意見の強い南部との対立が激化し、県や合併促進協議会、地元選出国会・県議会議員などの斡旋によって最終的に分町合併とすることで調停が成立した。実際には次の手順で千葉市および津田沼町との合併が行われ、「習志野市」が成立した。
1. 1954年（昭和28年）7月6日 - 幕張町全域が千葉市へ編入される。
2. 8月1日 - 津田沼町が千葉市旧・幕張町の区域のうち北部（実籾・愛宕・安生津（あきつ）・長作・天戸および馬加（まくわり）のうち屋敷台）を分割編入する（これにより津田沼町の人口が市制施行の条件である3万を超える）。
3. 同日 - 津田沼町が習志野町と改称し、即日市制を施行して習志野市が発足する。
4. 8月28日 - 習志野市のうち旧・幕張町の一部（長作・天戸）が再び千葉市へ編入される。

旧・幕張町のうち北西部（実籾・愛宕・安生津・屋敷台）のみが習志野市の一部となり、残りの区域は千葉市の一部（現在の花見川区）となった。そして長作・天戸の両地区が千葉市へ戻ったために習志野市の人口は再び3万を割った状態から出発することになった。
なお、習志野市に残った安生津地区（現・東習志野八丁目一帯）は、幕張町が千葉市編入に先立って八千代町から編入した区域である。「安生津」は 1947年（昭和21年）に当時の大和田町の旧・演習地内に起立された大字で、1954年（昭和29年）1月15日に大和田町が睦村と合併した結果、八千代町の一部となった。その後、同年4月1日に幕張町、7月6日に千葉市、8月1日に津田沼町に編入されて習志野市の一部となり、1年足らずの間に4度（手続き上の津田沼町・習志野町を含むと6度）も所属が変更された。また、旧・習志野演習場のうち大半が所属していた旧・二宮町が習志野市ではなく船橋市の一部となった結果、「習志野」の地名が船橋市に属することとなった。習志野市には、旧・幕張町（一部は旧・大和田町）に属していた愛宕・安生津から編成された「東習志野」の地名がある。

## 習志野原の行政区画の変遷

### 習志野原の拡大

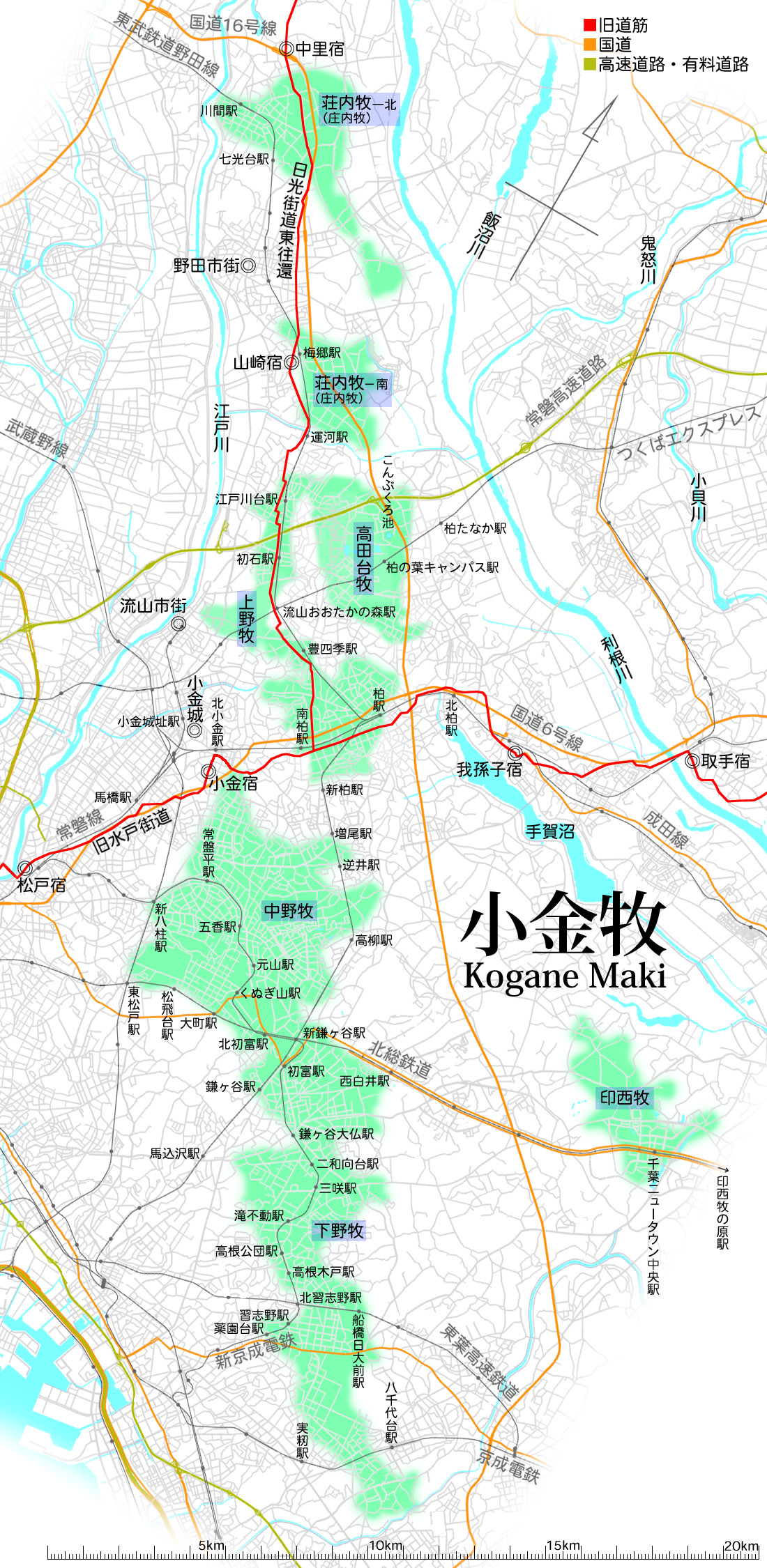
小金牧の全体地図。下野牧が習志野原を含む。

以下の区域は一部を除き、いずれも小金牧（下野牧）の区域内である。
- 1874年（明治7年）官有地が受領される。上飯山満村原野、田喜野井村原野、上飯山満村新田、酒山新田。成田街道の西は正伯木戸、東は新木戸に挟まれた区域。北は高根木戸と古和釜木戸に挟まれた南側の区域のみ。
- 1889年（明治22年）4月1日 町村制施行により千葉郡二宮村の一部となる。
- 1900年（明治33年）3月 民有地買収により南側に演習場が拡大。二宮村三山の一部（三山木戸から小金牧の内側部分）、大和田町高津新田の一部、大和田町高津の一部。（大久保から三山新田、高津を結ぶ高津道の大部分が演習場内に。）
- 1905年（明治38年）4月 民有地買収により、さらに南側に演習場が拡大。幕張町実籾字実花新田。その地にロシア軍俘虜収容所開設。
- 1916年（大正5年） 陸軍騎兵実施学校が二宮村薬園台の練兵場内に移転、それに伴い付近が軍用地になる。
- 1928年（昭和3年）11月10日 二宮村が町制を施行し二宮町となる。
- 1939年（昭和14年）7月 陸軍騎兵学校が南に敷地を拡大。桐山塚も軍用地に消える。
- 1940年（昭和15年） 習志野演習場の東部を買収・拡大。マムシ森地区（現在の八千代市高津）。
- 1941年（昭和16年） 二宮町薬園台（現在の船橋市薬円台5丁目地区）に軍用地を拡大。
- 1943年（昭和18年）拡大された地区に東部軍管区教育隊創設。

### 戦後の変遷
- 1953年（昭和28年）8月1日 二宮町が船橋市に編入される。
- 1954年（昭和29年）
  - 1月15日 大和田町と睦村が合併して八千代町が発足する。
  - 4月1日 八千代町の一部（安生津）を幕張町が編入する。
  - 7月6日 幕張町が千葉市に編入される。
  - 8月1日 津田沼町が千葉市の一部（旧・幕張町北部：実籾・愛宕・安生津・長作・天戸・馬加のうち屋敷台）を編入。千葉郡習志野町と改称し、即日市制を施行して習志野市となる。
  - 8月28日 習志野市のうち旧・幕張町の一部（長作・天戸）を千葉市が編入する。
- 1955年（昭和30年）9月30日 船橋市習志野町5丁目、一部を残し習志野市に合併編入。
- 1967年（昭和42年）1月1日 八千代町が市制を施行して八千代市となる。

#### 大字・町名の変遷
船橋市習志野町

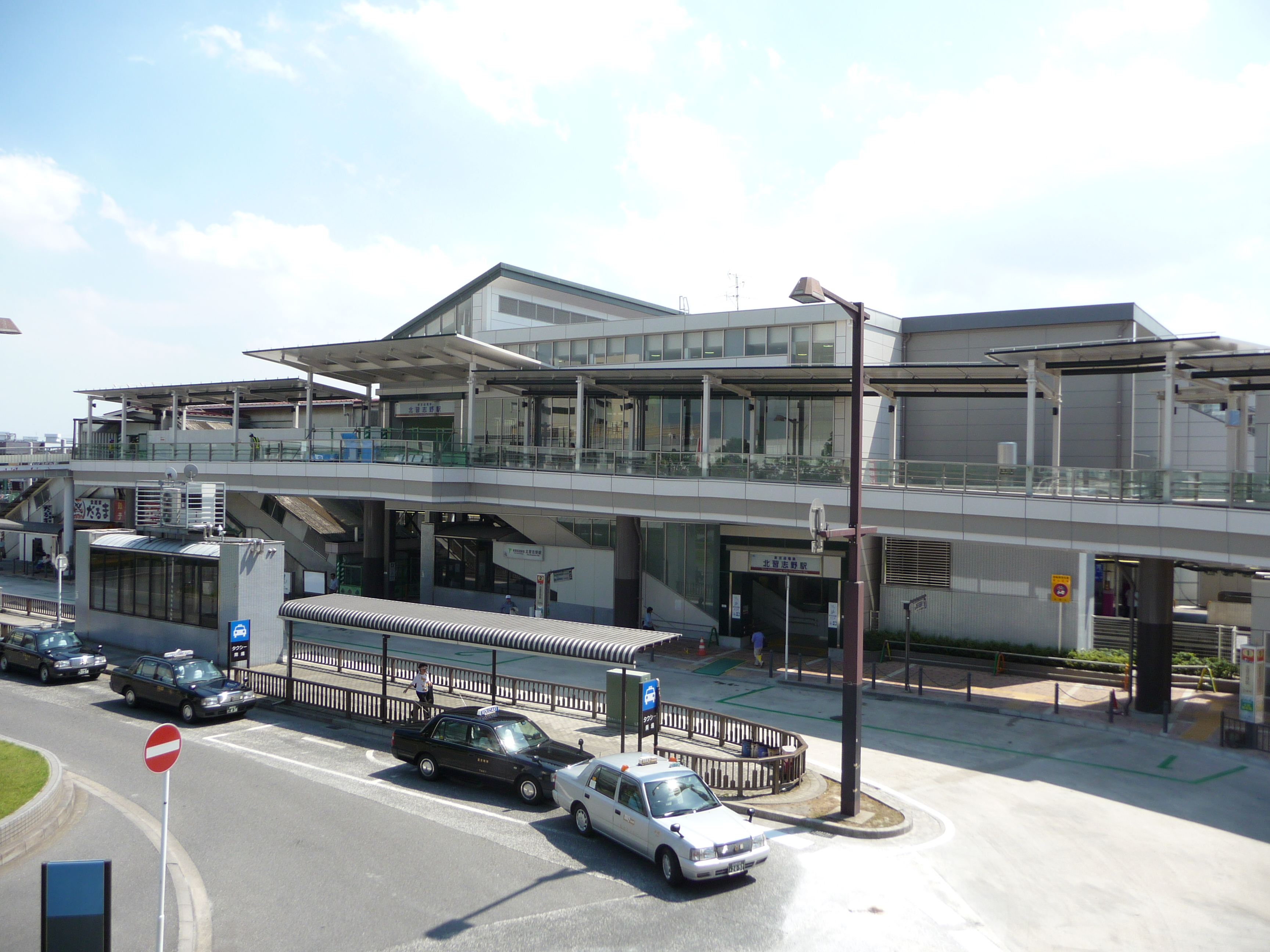
北習志野駅（京成電鉄・東葉高速鉄道）、習志野台に位置する。

- 1955年（昭和30年） 船橋市（旧・二宮町）の旧習志野演習地（習志野原）に習志野町が起立されて字1 - 5丁目に区分される。
  - 9月30日 習志野町5丁目、一部を残し習志野市に変更。
- 1963年（昭和38年）習志野町1丁目の一部が高根台町1・3 - 5丁目となる。
- 1967年（昭和42年） 国道296号（成田街道）より北側の区域が習志野台1 - 8丁目および高根台町5丁目（編入）となる。
- 1972年（昭和47年） 新京成電鉄新京成線（現・京成松戸線）より西側の区域にある習志野台1・4丁目および飯山満町3丁目の各一部が西習志野1 - 4丁目となる。
- 1973年（昭和48年）習志野台1丁目の一部が高根台6・7丁目となる。
- 1974年（昭和49年） 国道296号（成田街道）より南側である残りの区域が習志野1 - 5丁目および三山5丁目（編入）となる。

習志野市東習志野町
- 1947年（昭和22年） 大和田町の旧・習志野演習地に大字安生津が起立される。
- 1951年（昭和26年） 幕張町大字実籾の旧・高津廠舎の区域に大字愛宕が起立される。
- 1954年（昭和29年）
  - 4月1日 安生津が幕張町へ編入される。
  - 8月1日
    - 愛宕・安生津が習志野市の一部となり、その区域をもって東習志野町が起立されて字1 - 3丁目に区分される（丁目は後に再編される）。
    - 旧官有地（高津廠舎→厚生寮敷地）に若松町が起立される。
- 1955年（昭和30年）11月1日 船橋市（旧・二宮町）より編入された習志野町5丁目を東習志野町4・5丁目に変更。
- 1973年（昭和48年） 東習志野町・若松町の区域に住居表示が実施され東習志野1 - 8丁目となる。

## 「習志野」の名称を持つ主な施設
- 習志野駅（船橋市習志野台） - 京成電鉄：1948年（昭和23年）10月8日開業
- 北習志野駅（船橋市習志野台） - 京成電鉄：1966年（昭和41年）4月11日開業、東葉高速鉄道：1996年（平成8年）4月27日開業

京成松戸線は、津田沼-松戸間の旧鉄道連隊演習線の大部分を改修して開業したものである。両駅は本来の習志野の領域内に所在。
- 習志野電車区（習志野市谷津） - 東日本旅客鉄道（JR東日本）総武本線

旧称：津田沼電車区、津田沼駅に近接する。2003年（平成15年）12月に三鷹電車区（現・三鷹車両センター）に統合され廃止。本来の領域からは外れている。
- 新習志野駅（習志野市茜浜） - 東日本旅客鉄道京葉線：1986年（昭和61年）3月3日開業
- 湾岸習志野IC（習志野市香澄） - 東関東自動車道

いずれも習志野市地先の埋立地にあり、「習志野原」とは離れている。
- 習志野停留所 - 京成バス千葉セントラル。船尾車庫行と北習志野駅行・高津団地中央行・津田沼駅行方面で所在地が違うが、いずれも船橋市。
- 京成バス千葉セントラル習志野西営業所（船橋市習志野） - 旧・新京成バス→習志野新京成バス→船橋新京成バス。最寄り停留所は「習志野西営業所」。
- 京成バス習志野出張所（船橋市習志野） - 2012年12月に船橋営業所花輪車庫と長沼営業所花見川車庫が移転統合されて発足した。最寄り停留所は「習志野出張所」。
- 国土交通省関東運輸局千葉運輸支局習志野自動車検査登録事務所（船橋市習志野台） - 「習志野」ナンバー。千葉県のうち、習志野市・鎌ヶ谷市・八千代市・浦安市・白井市・印西市・印旛郡の一部（栄町）に所在する自動車のナンバープレートに表記される。県内で2番目に出来たナンバーであり（長らく、人口密度の高い県北西部を現・野田ナンバー、柏ナンバー、松戸ナンバー、市川ナンバー、船橋ナンバーの区域を含め網羅）、現在もっとも全国的によく見かける「習志野」。
- 陸上自衛隊習志野駐屯地「第一空挺団」（船橋市薬円台）[注釈 5][注釈 6]・習志野演習場（船橋市習志野・八千代市高津）
- 船橋市立習志野台第一小学校（船橋市習志野台）
- 船橋市立習志野台第二小学校（船橋市習志野台）
- 船橋市立習志野台中学校（船橋市習志野台）
- 習志野市立東習志野小学校（習志野市東習志野）
- 習志野市立第四中学校（習志野市東習志野）
- 習志野市立習志野高等学校（習志野市東習志野） - 甲子園初制覇の時は津田沼にあった。
- 日本大学理工学部 （船橋市習志野台） - 1996年の名称変更まで船橋校舎（キャンパス）を習志野校舎と呼称。
- 日本大学習志野高等学校（船橋市習志野台）
- 千葉県済生会習志野病院（習志野市泉町・船橋市三山の一部） - 住所登録は前者の習志野市。
- アコーディア・ゴルフ習志野カントリークラブは印西市（キング・アンド・クイーンコース）及び香取市（空港コース）に所在し、「習志野」とはかなり離れている。尾崎将司が修行時代から長年過ごしたコースとしても、ゴルフ界では有名である。